# Universidad de Valparaiso
Para la universidad chilena véase Universidad de Valparaíso
La Universidad de Valparaíso (Valparaiso University en inglés y oficialmente) es una universidad privada ubicada en Valparaíso, Indiana (Estados Unidos de América). También se la conoce como Valpo. 

## Historia
Fue fundada en 1859 como Valparaiso Male and Female College y era una de las primeras universidades coeducacionales de los Estados Unidos. Cerrada por la Guerra de Secesión en 1871, reabrió en 1873 con el nombre de Northern Indiana Normal School and Business Institute y en el siglo XX volvió a cambiar a Valparaiso College primero y a Universidad de Valparaiso definitivamente. 
Aunque fue fundada por Metodistas, en 1925 la compró la Asociación de Universidades Luteranas, a la que sigue perteneciendo.

## Deportes
Valparaíso compite en la Missouri Valley Conference de la División I de la NCAA.